# Championnat des Émirats arabes unis de football 1997-1998
Navigation
Saison suivante Saison suivante
La saison 1997-1998 du Championnat des Émirats arabes unis de football est la vingt-quatrième édition du championnat national de première division aux Émirats arabes unis. Les dix meilleures équipes du pays sont regroupées au sein d'une poule unique où elles s'affrontent deux fois, à domicile et à l'extérieur. À la fin de cette première phase, les huit premiers disputent la poule pour le titre tandis que les deux derniers disputent une poule de promotion-relégation avec les six meilleurs clubs de deuxième division et le champion de troisième division. Les quatre premiers de cette poule participeront au championnat la saison prochaine, pour faire passer le championnat de 10 à 12 équipes et revenir à un déroulement à une seule phase.
C'est le club d'Al Ain Club qui remporte la compétition, après avoir terminé en tête du classement de la poule finale, avec deux points d'avance sur Sharjah SC et neuf sur Al Wasl Dubaï. C'est le 5e titre de champion des Émirats arabes unis de l'histoire du club.

## Les clubs participants
| - Sharjah SC - Al-Wahda Club - Kalba Union - Al Ain Club - Al Ahly Dubaï - Promu de D2 | - Al Jazira Club - Promu de D2 - Al Nasr Dubaï - Al Shabab Dubaï - Al Wasl Dubaï - Bani Yas Club |

## Compétition
Le classement est établi sur le barème de points classique (victoire à 3 points, match nul à 1, défaite à 0).

### Première phase
| Rang | Équipe          | Pts | J  | G  | N  | P  | Bp | Bc | Diff |
| ---- | --------------- | --- | -- | -- | -- | -- | -- | -- | ---- |
| 1    | Al-Wahda Club   | 34  | 18 | 10 | 4  | 4  | 32 | 19 | +13  |
| 2    | Sharjah SC      | 32  | 18 | 8  | 8  | 2  | 40 | 22 | +18  |
| 3    | Al Ain Club     | 29  | 18 | 8  | 5  | 5  | 24 | 17 | +7   |
| 4    | Al Wasl DubaïT  | 27  | 18 | 5  | 12 | 1  | 23 | 17 | +6   |
| 5    | Al Jazira ClubP | 25  | 18 | 7  | 4  | 7  | 20 | 22 | -2   |
| 6    | Al Nasr Dubaï   | 23  | 18 | 5  | 8  | 5  | 22 | 17 | +5   |
| 7    | Al Shabab Dubaï | 23  | 18 | 6  | 5  | 7  | 28 | 29 | -1   |
| 8    | Al Ahly DubaïP  | 23  | 18 | 7  | 2  | 9  | 25 | 27 | -2   |
| 9    | Kalba Union     | 17  | 18 | 3  | 8  | 7  | 12 | 29 | -17  |
| 10   | Bani Yas Club   | 8   | 18 | 2  | 2  | 14 | 13 | 40 | -27  |

|  | Qualification pour la poule pour le titre        |
|  | Participation à la poule de promotion-relégation |
|  | T : Tenant du titre P : Promu de D2              |

### Seconde phase

#### Poule pour le titre
Les premier, deuxième et troisième à l'issue de la première phase démarre la seconde phase avec un bonus respectivement de 3, 2 et 1 point.
| Rang | Équipe           | Pts | J  | G | N | P  | Bp | Bc | Diff |
| ---- | ---------------- | --- | -- | - | - | -- | -- | -- | ---- |
| 1    | Al Ain Club +1   | 32  | 14 | 9 | 4 | 1  | 25 | 12 | +13  |
| 2    | Sharjah SCC +2   | 30  | 14 | 8 | 4 | 2  | 29 | 15 | +14  |
| 3    | Al Wasl DubaïT   | 23  | 14 | 6 | 5 | 3  | 16 | 12 | +4   |
| 4    | Al Ahly DubaïP   | 18  | 14 | 5 | 3 | 6  | 21 | 22 | -1   |
| 5    | Al-Wahda Club +3 | 18  | 14 | 3 | 6 | 5  | 14 | 18 | -4   |
| 6    | Al Nasr Dubaï    | 17  | 14 | 4 | 5 | 5  | 15 | 14 | +1   |
| 7    | Al Shabab Dubaï  | 12  | 14 | 3 | 3 | 8  | 14 | 25 | -11  |
| 8    | Al Jazira ClubP  | 8   | 14 | 2 | 2 | 10 | 15 | 31 | -16  |

|  | Qualification pour la Coupe des clubs champions 1998-1999                             |
|  | Qualification pour la Coupe des clubs champions du golfe Persique 1999                |
|  | Qualification pour la Coupe des Coupes 1998-1999                                      |
|  | T : Tenant du titre C : Vainqueur de la Coupe des Émirats arabes unis P : Promu de D2 |

## Bilan de la saison
| Championnat des Émirats arabes unis de football 1997-1998                        |                        |
| Champion                                                                         | Al Ain Club (5e titre) |
| Coupes et trophées                                                               |                        |
| Vainqueur de la Coupe des Émirats arabes unis 1997-1998                          | Sharjah SC             |
| Qualifications continentales                                                     |                        |
| Coupe des clubs champions 1998-1999                                              | Al Ain Club            |
| Coupe des clubs champions du golfe Persique 1999                                 | Sharjah SC             |
| Coupe des Coupes 1998-1999                                                       | Al-Wahda Club          |
| Promotions et relégations                                                        |                        |
| Promus en UAE Football League                                                    | Al-Khaleej Club        |
| Promus en UAE Football League                                                    | Al Sha'ab Sharjah      |
| Promus en UAE Football League                                                    | Ras Al-Khaima          |
| Relégués en Championnat des Émirats arabes unis de football de deuxième division | Kalba Union            |